# Joachim Sterck van Ringelbergh

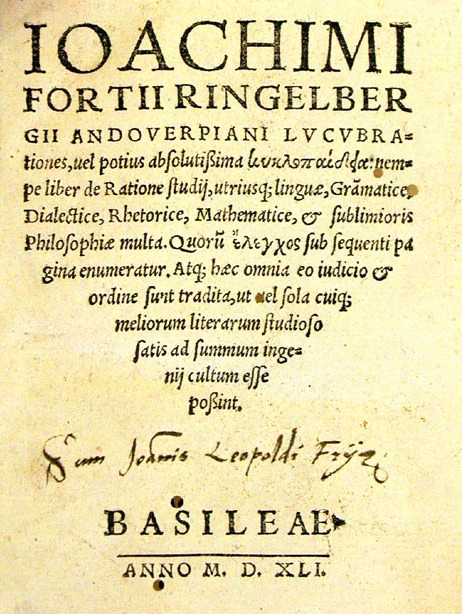
Couverture du Lucubrationes

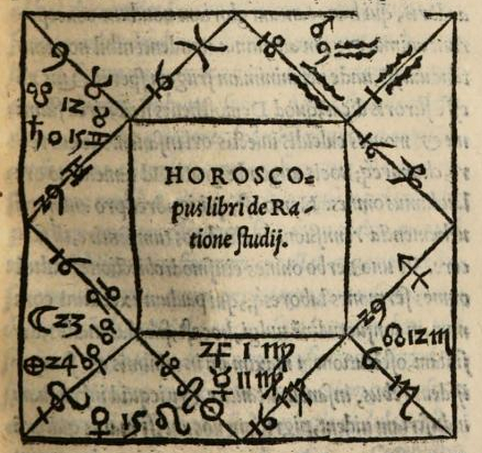
Horoscope du traité De ratione studii

Joachim Sterck van Ringelbergh (Joachimus Fortius Ringelbergius / Jan Stercke; 1499-1531), est un humaniste, mathématicien et astrologue flamand, né à Anvers. 
Il est le premier à avoir utilisé le terme cyclopaedia (pour encyclopaedia) dans un titre, avec son livre Lucubrationes vel potius absolutissima κυκλοπαιδεία, nempe liber de ratione studii… (Bâle, 1538). Cet ouvrage qui regroupe 37 traités a été publié de façon posthume. Il est considéré comme le premier ouvrage à se rapprocher de la conception moderne d'une encyclopédie. En effet, au lieu de présenter une compilation, cet auteur offre une synthèse de ses lectures sur les diverses questions qu'il aborde. 

## Sa vie
Dans les titres de ses ouvrages, son nom est toujours suivi de la mention « Andoverpianus », signifiant qu'il était originaire de la ville d'Anvers. Il s'est inscrit comme étudiant à l'Université de Louvain le 5 janvier 1519, où il a eu comme professeur Pierre de Corte (Petrus Curtius). Par la suite il y a dirigé le Collegium trilingue. 
Il se rend à Rome pendant l'été 1525, « peut-être pour défendre Érasme contre les théologiens de Louvain ».
De janvier 1528 à avril 1529, il entreprend un voyage dans les pays germaniques, « essayant de trouver une chaire d'enseignement ». Ce voyage le mène successivement à Cologne, Mayence, Heidelberg (où il rencontre Simon Grynaeus), Bâle, Fribourg et Strasbourg, où il rencontre Martin Borrhaus. De là, il retourne à Anvers en passant par Mayence et Cologne. Quelques mois plus tard, il se remet en route, cette fois pour Paris. Il y passe l'automne, enseigne au collège de Calvi, où il compose deux traités Cosmographia et Experiment, et fait la connaissance de Andreas Hyperius. Ensuite il se rend à Orléans où il rencontre Nicolas Bérault, puis à Bourges et Lyon, où l'on perd sa trace à partir du 1er janvier 1531.

## Son œuvre
Il est surtout connu pour ses manuels et son ouvrage encyclopédique intitulé Lucubrationes — mot latin signifiant « travaux de nuit », ce qui laisse entendre que l'auteur a passé des nuits à travailler à cet ouvrage. Celui-ci est constitué d'une série de traités, dont certains sont datés de 1529, comme c'est le cas notamment des traités intitulés Chaos et Experimenta », et de diverses épîtres ajoutées tout à la fin du volume. Cela pourrait indiquer que l'auteur n'a pas planifié cette encyclopédie, mais que celle-ci a été constituée après coup, peut-être même après le décès de l'auteur, par un disciple ou un éditeur qui aurait recueilli ces divers traités sous un titre englobant. 
L'ouvrage commence par le traité De ratione studii (litt. « Un plan d'étude »), sorte d'art de penser et de méthodologie du travail intellectuel. Il demande à l'étudiant d'apprendre le grec et le latin ainsi que les arts libéraux et de se fixer comme idéal de rivaliser d'excellence avec les auteurs les plus grands. Il recommande de lire à haute voix tout en discutant avec un condisciple de ce qu'on vient de lire. Il indique aussi les auteurs à lire pour les principales disciplines. Ce traité se termine par son propre horoscope (voir image). 
Viennent ensuite une série de traités portant sur la grammaire, la dialectique, la rhétorique, les mathématiques, l'astronomie, la cartographie, le temps et ses divisions, l'astrologie, la physiognomonie et l'interprétation des rêves. L'ouvrage se termine par une sorte de journal intitulé « Chaos », où sont abordés toutes sortes de sujets sans aucun ordre. 
Plusieurs de ces traités ont été édités (ou réédités) isolément:
- Institutiones astronomicæ ternis libris contentæ: quorum primus spheræ ac mundi naturam declarat; secundus orbium; tertius circulorum. Cum annotationibus, etc, 1528. (Lire en ligne).
- Chaos, 1529 (Lire en ligne)
- Liber de tempore, Paris, Chr. Wechel, 1530 (Lire en ligne)
- Dialectica, 1530. (Lire en ligne).
- Elegantiae Anvers, 1529.
- Compendium de conscribendis versibus, 1531.
- Libellus de usu vocum quae non flectuntur, Paris, Chr. Wechel, 1540.
- Sphæra. Item ejusdem in tres libros institutionum astronomicarum præfatio, Anvers, 1541. (Lire en ligne)
- Rhetorica, 1556.
- De ratione studii, 1622. (Texte latin, 1634.  Traduction anglaise, 1830).
- Ad divinationem. In: Opera. Lyon: J. Frelon, 1556; Lyon: A. Vincent, 1657.